# Arremon semitorquatus
Arremon semitorquatus là một loài chim trong họ Emberizidae.